# Koby Brea
Koby Brea, né le 6 novembre 2002 dans le Bronx à New York, est un joueur américano-dominicain de basket-ball évoluant au poste d'arrière et mesurant 1,97 m.

## Biographie

### NBA
Koby Brea est sélectionné en quarante-et-unième position par les Warriors de Golden State lors de la draft 2025 de la NBA.
Début juillet 2025, il signe un contrat two-way avec les Suns.

## Palmarès et distinctions individuelles

### Universitaires
- 2× Atlantic 10 Sixth Man of the Year (2022, 2024)